# Матяшівка (Лубенський район)
Матяші́вка — село в Україні, у Лубенському районі Полтавської області.
Населення становить 173 осіб. Колишній орган місцевого самоврядування — Оріхівська сільська рада.

## Географія
Село Матяшівка знаходиться між селами Тернівщина та Свічківка (1 км). По селу протікає пересихаючий струмок з загатою. Поруч проходять автомобільна дорога Р42 та залізниця, станція Тарнавщина за 4 км.

## Історія
Станом на 1885 рік у колишньому власницькому селі, центрі Матяшівської волості Лубенського повіту Полтавської губернії мешкало 280 осіб, налічувалось 44 дворових господарства, існували православна церква, постоялий будинок, 2 вітряні млини.
У селі була церква св. Варвари.
12 червня 2020 року, відповідно до розпорядження Кабінету Міністрів України № 721-р «Про визначення адміністративних центрів та затвердження територій територіальних громад Полтавської області», село увійшло до складу Лубенської міської громади.
19 липня 2020 року, в результаті адміністративно - територіальної реформи та ліквідації Лубенського району(1923-2020), село увійшло до складу новоутвореного Лубенського району.

## Уродженці
- Леонтович Володимир Миколайович (1866—1933) — український громадсько-політичний діяч, письменник і меценат.
- Авраменко Олександр Іванович (1971—2016) — молодший сержант Збройних сил України, учасник російсько-української війни.
- Дзябенко Микола Ониськович (1924—1976) — український громадсько-політичний діяч, журналіст в американській діаспорі.
- Очеретько Митрофан Михайлович (04.06.1884 — 03.03.1930) — народився в сім'ї запорозького козака Михайла Очеретька. Закінчив Лубенське 6-тикласне сільськогосподарське та ремісниче училище по 1-му розряду. Потім, у червні 1908 року Одеське піхотне юнкерське училище, після закінчення курсу військових наук випущено, по 1-му розряду, з молодших портупей-юнкерів у підпоручики. Учасник Першої світової війни 1914—1918 рр. Станом на 27.08.1916 р., штабскапітан, який числиться по армійській піхоті. У 1919—1920 pp. — підполковник піхоти діючої армії УНР, начальник відділу штабу Київської групи військ, начальник штабу Київської зведеної дивізії, 4-ї Київської дивізії. Учасник Першого зимового походу армії УНР.У 1921 р., на еміграції, у Польщі був призначений начальником розвідувального відділу Партизансько-повстанського штабу УНР Ю. Тютюнника. Учасник Другого Зимового походу Повстанської армії УНР, підполковник піхоти УНР. Репатріант. Під впливом агітації Юрія Тютюнника повернувся на батьківщину, до УРСР. Розповів про стан української еміграції у Румунії та Польщі у рамках співпраці з радянськими органами державної безпеки. 20 листопада 1929 року заарештований Київським округоділом ОГПУ-НКВС УРСР: — за ст. 54 (пп. 10, 12, 13) КК Української РСР.Страчено у Києві органами ОГПУ-НКВС УРСР. Розстріляний 3 березня 1930 року.